# Кембридж (селище, Вермонт)
Кембридж (англ. Cambridge) — селище (англ. village) в США, в окрузі Ламойлл штату Вермонт. Населення — 210 осіб (2020).

## Географія
Кембридж розташований за координатами 44°38′14″ пн. ш. 72°52′53″ зх. д. / 44.63722° пн. ш. 72.88139° зх. д. (44.637307, -72.881406).  За даними Бюро перепису населення США в 2010 році селище мало площу 3,27 км², з яких 3,20 км² — суходіл та 0,06 км² — водойми.

## Демографія
Згідно з переписом 2010 року, у селищі мешкало 236 осіб у 104 домогосподарствах у складі 61 родини. Густота населення становила 72 особи/км².  Було 115 помешкань (35/км²).
Расовий склад населення:
| - 95,3 % — білих - 0,8 % — вихідців з тихоокеанських островів - 0,4 % — корінних американців - 0,4 % — чорних або афроамериканців |

До двох чи більше рас належало 3,0 %. Частка іспаномовних становила 0,0 % від усіх жителів.
За віковим діапазоном населення розподілялося таким чином: 25,4 % — особи молодші 18 років, 67,4 % — особи у віці 18—64 років, 7,2 % — особи у віці 65 років та старші. Медіана віку мешканця становила 34,5 року. На 100 осіб жіночої статі у селищі припадало 108,8 чоловіків;  на 100 жінок у віці від 18 років та старших — 102,3 чоловіків також старших 18 років.
Середній дохід на одне домашнє господарство  становив 63 315 доларів США (медіана — 53 750), а середній дохід на одну сім'ю — 79 721 долар (медіана — 66 250). Медіана доходів становила 38 571 долар для чоловіків та 41 719 доларів для жінок. За межею бідності перебувало 8,5 % осіб, у тому числі 20,0 % дітей у віці до 18 років та 9,1 % осіб у віці 65 років та старших.
Цивільне працевлаштоване населення становило 113 осіб. Основні галузі зайнятості: освіта, охорона здоров'я та соціальна допомога — 34,5 %, виробництво — 28,3 %, науковці, спеціалісти, менеджери — 13,3 %, мистецтво, розваги та відпочинок — 12,4 %.